# CIMB
CIMB(CIMB Group Holdings Berhad, MYX: 1023)는 말레이시아의 은행이다. 본사는 쿠알라룸푸르에 있으며 동남아시아 국가 연합(ASEAN)에 속한 높은 성장세의 경제국들 속에서 운영하고 있다. CIMB 그룹은 ASEAN 토착 투자은행이다. CIMB는 해당 지역에 걸쳐 1,080개 지점을 갖추고 있다.
이 그룹은 프린시펄 파이낸셜 그룹, 미쓰비시UFJ은행, 스탠더드 뱅크, 대우증권 등과 파트너십을 맺고 있다.
CIMB는 Commerce International Merchant Bankers의 준말이다.